# 말라위 의회당
말라위 의회당(영어: Malawi Congress Party, 약칭 MCP)은 말라위의 정당이다. 당시 니아살랜드로 알려진 이 나라가 영국의 통치하에 있을 때 금지된 니아살랜드 아프리카 의회의 후계자로 형성되었다. 헤이스팅스 반다가 이끄는 MCP는 1964년 말라위의 독립을 주재했으며 1966년부터 1993년까지 말라위의 유일한 합법 정당이었다. 권력을 잃은 이후로 계속해서 말라위의 주요 세력이었다.
2019년 대통령 선거를 재방송하라는 법원의 명령에 따라 2020년 6월 23일 새로운 대통령 선거가 열렸고, MCP와 그 톤스 동맹 파트너들은 전국 투표의 약 60%를 받아 당을 다시 정부로 이끌었다.

## 역사
말라위 의회당은 1959년 금지된 니아살랜드 아프리카 의회당(NAC)의 뒤를 이었다. MCP는 1959년에 니아살랜드의 첫 아프리카인 변호사인 오턴 치르와에 의해 설립되었다. 그는 그웨로 감옥에서 풀려난 직후, 그리고 알레케 반다와 S. 카무웬도를 포함한 다른 NAC 지도자들은 감옥에 남아있던 헤이스팅스 반다와 합의했다. 원래의 NAC를 MCP를 구성하기 위해 돌진한 목적은 당시 NAC가 금지된 당사자였기 때문에 자유로운 운영의 필요성이었다.
오튼 치르와는 최초의 MCP 회장이 되었고 나중에 그웰로 감옥에서 석방된 후 헤이스팅스 반다가 그의 뒤를 이었다. 반다는 1997년 그가 사망할 때까지 대통령직을 계속 유지했다.
1961년 니아살랜드 선거에서 MCP는 입법부의 모든 의석을 차지했고, 이후 1964년 니아살랜드를 말라위로 독립시켰다. 1966년 말라위가 공화국이 되었을 때, MCP는 공식적으로 유일한 합법 정당으로 선언되었다. 이후 27년간 정부와 MCP는 사실상 하나였다. 모든 성인 시민들은 당원이 되어야 했다. 그들은 항상 지갑에 "파티 카드"를 넣고 다녀야 했다.
MCP는 1993년 국민투표에서 권력에 대한 독점권을 잃었고, 이듬해 첫 자유 선거에서 완패했다. 말라위 정치의 주요 세력으로 남아 있다. 체와족이 거주하는 중부 지역에서 가장 강하다.